# Koralina
Koralina (orig. Coraline) je dětská fantasy novela z roku 2002. Jejím autorem je britský spisovatel Neil Gaiman, ilustrace vytvořil Dave McKean. Příběh, který je srovnáván s Alenkou za zrcadlem, je dětsky přímočarý, ale oplývá poměrně dramatickou hororovou atmosférou. V roce 2009 byl dokončen stop motion animovaný film se jménem Coraline režiséra Henryho Selicka (v češtině v distribuci pod názvem Koralína a svět za tajnými dveřmi).

## Příběh
Hlavní hrdinka Koralina Jonesová je podnikavá, zvědavá a chytrá holčička, která sama sebe označuje za průzkumníka a nejvíc nesnáší, když jí lidé říkají Karolínko. Příběh začíná jednoho dne o letních prázdninách, kdy se Koralina s rodiči zrovna přestěhovala do nového domu. Prší, rodiče jsou zaneprázdnění prací na počítači, a tak znuděná Koralina prozkoumává byt. V salónu objeví zamčené dveře, ale maminka jí ukáže, že za dveřmi je jen cihlová zeď, kterou byl dům kdysi rozdělen na menší byty. Když však Koralina dveře druhý den opět otevře, objeví se za nimi dlouhá temná chodba a na druhé straně byt, který vypadá téměř stejně jako ten jejich. Žije v něm druhá matka, bytost s velkými černými knoflíky místo očí, která si chce Koralinu ve svém světě nechat. Koralina odejde, ale příštího dne zmizí její rodiče. Vydá se opět do druhého světa. V komoře tam najde duchy tří dětí, které druhá matka unesla před ní a zůstaly navěky v jejím světě. Koralina musí najít jejich duše, které Druhá Matka ukryla, aby nemohly odejít (zemřít). Dívka se s ní odvážně vsadí, že pokud svoje rodiče i všechny tři duše najde, budou se moci vrátit domů. Pokud se jí to nepodaří, zůstane s Druhou Matkou navždy. Nakonec najde jak své rodiče, uvězněné ve skleněném těžítku, tak i duše dětí v podobě skleněných kuliček, a to s pomocí kamínku s dírkou, talismanu, který jí před vstupem do druhého světa věnovala její podivínská sousedka. Druhé Matce pak uteče s nemalou pomocí duchů a černé kočky. Její rodiče si o svém uvěznění nic nepamatují, duchové se s ní rozloučí ve snu a všechno dobře skončí.